# 1990 UW2
1990 UW2 är en asteroid i huvudbältet som upptäcktes den 16 oktober 1990 av Oak Ridge-observatoriet.
Asteroiden har en diameter på ungefär 12 kilometer och den tillhör asteroidgruppen Hygiea.